# Piers John Sellers
Piers John Sellers dr. (Crowborough, Skócia, 1955. április 11. – Houston, Texas, 2016. december 23.) amerikai meteorológus, űrhajós. 1991-ben lett amerikai állampolgár.

## Életpálya
1976-ban az University of Edinburgh (Skócia) keretében ökológiai tudományból vizsgázott. 1981-ben a Leeds Egyetemen (Anglia) biometeorológiából doktorált (Ph.D.). 1982-től a NASA Goddard Space Flight Center munkatársa, az éghajlati rendszer számítógépes modellezését végezte a repülőgépek, műholdak és a földi kiszolgáló adatbázisok alapján. Rendelkezik vitorlázó- és motoros repülőgép vezetői jogosítvánnyal.
1996. május 1-től a Lyndon B. Johnson Űrközpontban részesült űrhajóskiképzésben. Három űrszolgálata alatt összesen 35 napot, 9 órát és 2 percet (849 óra) töltött a világűrben. Hat űrséta (kutatás, szerelés) alatt majdnem 41 órát töltött a világűrben. Űrhajós pályafutását 2011. június 5-én fejezte be.

## Űrrepülések
- STS–112, a Atlantis űrrepülőgép 26. repülésének küldetésfelelőse. A Nemzetközi Űrállomásra (ISS) szállították az S1 rácselemet. Első űrszolgálata alatt összesen 10 napot, 19 órát, 58 percet és 44 másodpercet (260 óra) töltött a világűrben. Három űrséta alatt 19 órát és 41 percet töltött az űrállomáson kívül. 7 200 000 kilométert (4 450 000 mérföldet) repült, 170 alkalommal kerülte meg a Földet.
- STS–121, a Discovery űrrepülőgép 32. repülésének küldetésfelelőse. Tesztelték az űrrepülőgép új biztonsági rendszerét. Logisztikai anyagokat (víz, élelmiszer, tudományos anyagok és eszközök) szállítottak a Nemzetközi Űrállomásra (ISS). Több technikai és egyéb, meghatározott kutatási, kísérleti illetve javítási programot is végrehajtottak. Második űrszolgálata alatt összesen 12 napot, 18 órát, 37 percet és 54 másodpercet (306 óra) töltött a világűrben. 8 500 000 kilométert (5 200 000 mérföldet) repült, 202 alkalommal kerülte meg a Földet.
- STS–132, az Atlantis űrrepülőgép 32., repülésének küldetésfelelőse. Feladat volt a külső szerelési műveleteket támogató Integrated Cargo Carrier–Vertical Light Deployable (ICC-VLD) eszköz és a Mini Research Module-1 (MRM1) feljuttatása a Nemzetközi Űrállomásra.  Harmadik űrszolgálata alatt összesen 11 napot, 18 órát, 29 percet és 9 másodpercet (282 óra) töltött a világűrben. 7 853 563 kilométert (4 879 978 mérföldet) repült, 186 alkalommal kerülte meg a Földet